# Myriochele antarctica
Myriochele antarctica är en ringmaskart som beskrevs av Cantone och Di Pietro 200. Myriochele antarctica ingår i släktet Myriochele och familjen Oweniidae. Inga underarter finns listade i Catalogue of Life.